# Type 551 SNCB
Le type 551, à l'origine type 622 est un type d'autorail de la Société nationale des chemins de fer belges (SNCB) construit par l'Atelier central de Malines et Brossel. Ce sont des automoteurs monocaisse légers conçus par Brossel (un constructeur de camions et d'autobus) dans les années 1930 afin de remplacer la traction vapeur sur les trains omnibus parcourant les lignes secondaires de la SNCB.

## Histoire

### Genèse
Dans les années 1930, la SNCB avait acquis une expérience avec quelques petites séries d'autorails prototypes à vapeur ou à moteur diesel. La formule à moteur diesel s'était rapidement imposée pour son coût de mise en œuvre réduit.
Il fut alors décidé de commander trois familles d'engins :
- des autorails légers pour l'exploitation des relations omnibus sur lignes secondaires (moins de 70 km/h en pointe). Ces autorails auraient l'allure d'un autobus sur rail, avec une salle unique de troisième classe sans WC et un poste de conduite à chaque extrémité, sans cloison avec le compartiment et la plateforme d'accès permettant une exploitation à agent unique (qui ne sera appliquée à la SNCB que de manière anecdotique, sur la ligne 163A)
- des autorails rapides pour les relations longues distances à vitesse élevée (plus de 120 km/h)
- une catégorie intermédiaire pour les trains semi-directs et omnibus sur lignes rapides (capables d'atteindre 100 km/h afin de ne pas trop retarder le trafic direct)

### Mise en service
Parmi les autorails légers, une première série de 20 autorails est commandée. Alors classés dans le  type 622, leur équipement au gazogène au début de la guerre leur vaudra une renumérotation dans le type 551 qu'ils garderont par la suite, malgré un retour au carburant diesel.
Ils furent commandés chez Brossel à Anderlecht. Les 6 premiers exemplaires seront assemblés sur place en 1939, tandis que les suivants le seront à l'Atelier central SNCB de Malines (notamment parce que l'usine Brossel n'était pas raccordée au réseau ferré). Une commande complémentaire portera l'effectif à 56 unités.

### Dérivés
Une petite série d'autorails plus grands (type 552), montés sur bogies, est également construite. Dotés de la même motorisation, ils étaient trop peu puissants et une version plus puissante en sera dérivée : le type 553 (future série 49) à raison de 50 exemplaires en 1941, directement équipés de gazogènes.
Le type 554, dernière déclinaison de la "famille" Brossel sera livrée en 1951. La SNCB a reconstruit l'essentiel de son réseau, en terminant par des lignes secondaires à la rentabilité assez improbable. La SNCB mise sur l'autorail qui est la solution la moins chère. On espère une utilisation touristique de ces petits autorails en adaptant la caisse du type 552/553 pour maximiser la surface vitrée. On l'équipe également d'une transmission diesel - hydraulique plus souple.

### Fin de carrière
Le type 551, trop lent et trop petit, il correspond à un trafic qu'il est plus flexible de transférer à la route et sera réformé dès 1961 après 22 ans de service seulement.
Quelques-uns disposeront d'un sursis de plusieurs années en tant que véhicules de service.

### Matériel préservé
Au total, trois véhicules sont actuellement préservés dont deux circulent en service touristique et un autre exposé à Train World, d'autres ont été ou sont gardés pour pièces.
| Illustration | Association ou musée                             | Numéro | Histoire | Remarques |
| ------------ | ------------------------------------------------ | ------ | --- | --------- |
|              | Chemin de fer à vapeur des Trois Vallées (CFV3V) | 551.34 | Converti en autorail ES 301, il était conservé par la SNCB et a été cédé au CFV3V en 2013 qui l'a remis en état de marche. Les équipements du service ES ont été démontés comme pour le 551.26. Il a été remis dans son état d'origine (2 tons bleu/crème).                                                                                            |           |
|              | Patrimoine ferroviaire et tourisme (PFT)         | 551.26 | Utilisé comme autorail "Électricité et Signalisation" (ES308) à Jemelle puis comme engin de manutention des bogies à Bertrix. Remis en état de marche en 1989, il a ensuite été vandalisé et est en cours de rénovation, notamment grâce à l'Institut technique d'Overpelt qui en a refait les boiseries intérieures et les portes entre 2010 et 2012. |           |
|              | Service patrimoine de la SNCB                    | 551.48 | Il a roulé à plusieurs reprises durant les années 1990 et maintenant, il est exposé à Train World. |           |

## Caractéristiques

### Caractéristiques générales
Long de 11,33 m, pesant 22,4 tonnes, il était doté d'un compartiment unique de troisième classe comportant 10 travées de 3+2 places (dont une est incomplète), soient 47 places assises. Ils étaient surnommés "petit brossels" et atteignaient 58 km/h en pointe.
ES100
Une série de 6 autorails à deux essieux pour l'entretien des caténaires a été construit en 1948 par l'Anglo-Franco-Belge et l'atelier central de Malines de la SNCB.
Il n'y a pas de filiation directe avec les autorails du type 551, ainsi, leur chaine de traction est diesel - hydraulique afin d'avoir un déplacement souple, même lorsque du personnel se trouve en toiture pour intervenir sur la caténaire.
ES 300
12 autorails du type 551 radiés au début des années 1960 furent cependant équipés d'une plateforme en toiture et d'un pantographe de test afin d'être utilisés par les services chargés de l'entretien et de la réparation des caténaires.

### Motorisation
| Transmission        | mécanique                                  |
| ------------------- | ------------------------------------------ |
| Moteur              | diesel Brossel 6 D 120 B                   |
| Type                | 6 cylindres en ligne vertical (120x150 mm) |
| Puissance nominale  | 93 kW (127 ch) à 1 800 tr/min              |
| Masse               | 850 kg                                     |
| Boite de vitesse    | Brossel                                    |
| Type                | manuelle à quatre rapports                 |
| Nombre par véhicule | 1                                          |